# Iisaku socken
Iisaku socken (estniska: Iisaku kihelkond, tyska: Kirchspiel Isaak) var en socken i det historiska landskapet Wierland (Virumaa). Socknens kyrkby var Iisaku (tyska: Isaak).